# Trio per a piano

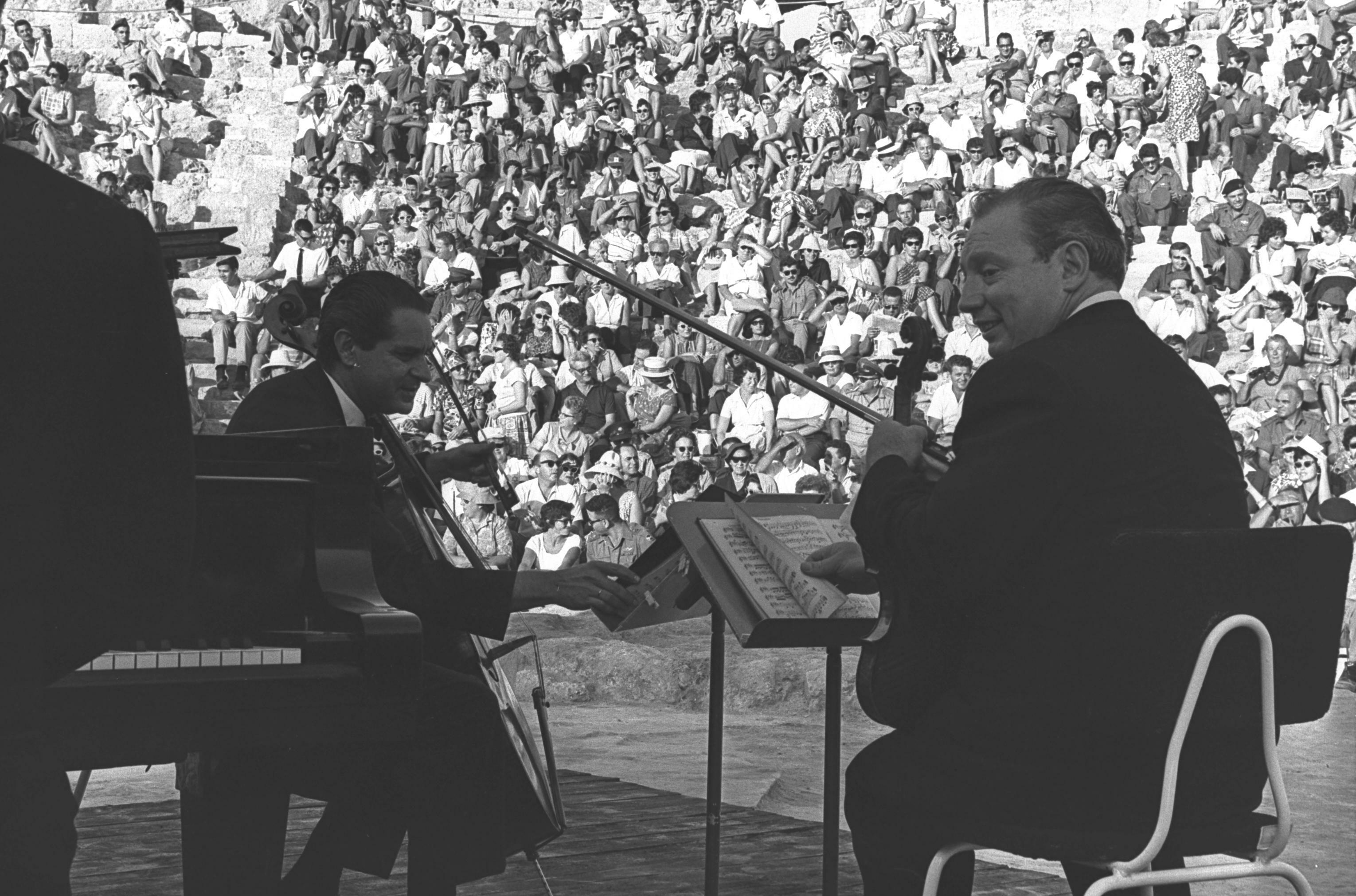
El trio Istomin-Stern-Rose tocant al teatre del Cesarea de Palestina, l'any 1961

Un trio per a piano és un grup format per un piano i dos altres instruments, que solen ser un violí i un violoncel, o una obra musical escrita per a aquest grup. És una de les formacions més comunes en la música de cambra clàssica. El terme també pot al·ludir a un grup de música que toqui regularment aquest repertori.
Durant el Classicisme, el trio per a piano va patir una profunda transformació de la mà de Haydn, aportant diferents matisos i contrasts al conjunt, agregant en algunes ocasions veus o instruments com la flauta.
En mans de Mozart, el tradicional tractament dels instruments, en què el diàleg entre piano i violí és la base de l'estructura estant el violoncel relegat a un paper secundari de doblatge de la mà esquerra del piano, passa a convertir-se en un actor vital i participatiu, com queda demostrat en les seves últimes aportacions al gènere.
Queda constància també en l'obra mozartiana una aportació única al gènere, combinant el clarinet i la viola amb el piano, fixant un precedent per a futures experimentacions, com més tard faria Brahms amb el seu trio amb clarinet, violoncel i piano en La menor.
En mans de Beethoven, el trio per a piano assenta precedents per a tota una generació de futurs compositors, arribant a convertir-se, juntament amb el quartet de corda en un vehicle ideal per a la sensibilitat romàntica, com demostren el seus trios "Fantasma" Op. 70 n. 1 i "Archiduque" Op. 97, i en el cas de Schubert els trios D 898 i D 929.

## Desambiguació
El trio per a piano no s'ha de confondre amb un estil de tocar el mateix piano amb sis mans (tres persones). Aquest estil es pot trobar en algunes peces complicades, com L'ombra feixuga de Mishima o en arranjaments d'algunes simfonies.